# Mono (Ontario)
Mono es un pueblo canadiense situado en la provincia de Ontario.

## Superficie
Mono tiene una superficie de 278,37 km².

## Demografía
En 2021, tenía 9421 habitantes, una densidad poblacional de 33,8 hab./km², y 3327 viviendas.